# Zselezna Reka
Zselezna Reka (macedónul: Железна Река) település Észak-Macedóniában, a Pologi körzet Gosztivari járásában.

## Népesség
| Lakosok száma | 499  | 555  | 584  | 617  | 422  | 210  | 191  | 98   | 37   |
|               | 1948 | 1953 | 1961 | 1971 | 1981 | 1991 | 1994 | 2002 | 2021 |

2002-ben 98 lakosa volt, akik mindannyian macedónok.